# Swetlana Christoforowna Grosdowa
Swetlana Christoforowna Grosdowa (russisch Светлана Христофоровна Гроздова; * 29. Januar 1959 in Rostow am Don) ist eine ehemalige sowjetische Turnerin.

## Erfolge
Swetlana Grosdowa gehörte bei den Olympischen Sommerspielen 1976 in Montreal zum Kader der sowjetischen Turnmannschaft, zu dem außer Grosdowa noch Marija Filatowa, Nelli Kim, Olga Korbut, Elwira Saadi und Ljudmila Turischtschewa gehörten. In den Einzeldisziplinen belegte sie am Sprung Rang 21, am Schwebebalken Rang 13, am Stufenbarren Rang zwölf und am Boden Rang drei. Da beim Wettkampf am Boden die beiden besten Resultate von Ljudmila Turischtschewa und Nellie Kim erzielt wurden, blieb Grosdowa der Finaleinzug verwehrt, da sich nur die beiden besten Turnerinnen jedes Landes qualifizieren konnten. Trotz Rang neun in der Qualifikation des Einzelmehrkampfes blieb ihr aus diesem Grund auch ein Weiterkommen in dieser Disziplin verwehrt, da gleich vier ihrer Mannschaftskameradinnen ein besseres Ergebnis erzielt hatten und im Einzelmehrkampf die besten drei Turnerinnen jedes Landes ins Finale einziehen durften. Für einen Erfolg sorgten die Resultate hingegen im Rahmen des Mannschaftsmehrkampfes. Aus der Kombination aller Ergebnisse des Einzelmehrkampfes ergab sich für die sowjetische Mannschaft eine Gesamtpunktzahl von 390,35 Punkten, mit der sie den Olympiasieg errang. Grosdowa erhielt zusammen mit Marija Filatowa, Nellie Kim, Olga Korbut, Elwira Saadi und Ljudmila Turischtschewa die Goldmedaille vor den Mannschaften Rumäniens, die 387,15 Punkte erzielt hatten, und der DDR, deren Turnerinnen den Wettkampf mit einer Punktzahl von 385,10 abschlossen.
Bei der Sommer-Universiade 1979 in Mexiko-Stadt gewann Grosdowa im Mannschaftsmehrkampf ebenfalls die Goldmedaille. Darüber hinaus sicherte sie sich am Schwebebalken die Silbermedaille.